# Надеждино (Сахалинская область)
Наде́ждино — село в Углегорском муниципальном районе Сахалинской области России. Входит в состав Шахтёрского городского поселения.

## География
Находится на берегу Татарского пролива, на расстоянии 22 км от города Углегорск, административного центра района.

## История
До 1945 года принадлежало японскому губернаторству Карафуто и называлось Тио (яп. 千緒). После передачи Южного Сахалина СССР село получило современное название (предлагался также вариант Снежная).

## Население
| 2002 | 2010 | 2013 | 2021 |
| ---- | ---- | ---- | ---- |
| 20   | ↘16  | ↘7   | ↘3   |

### Половой состав
Согласно результатам переписи 2002 года, в селе проживало 20 человек (9 мужчин и 11 женщин).

### Национальный состав
Согласно результатам переписи 2002 года, в национальной структуре населения русские составляли 90 % из 20 чел.

## Улицы
В селе имеется одна улица — Надеждинская.